# Kirche Hohenbollentin

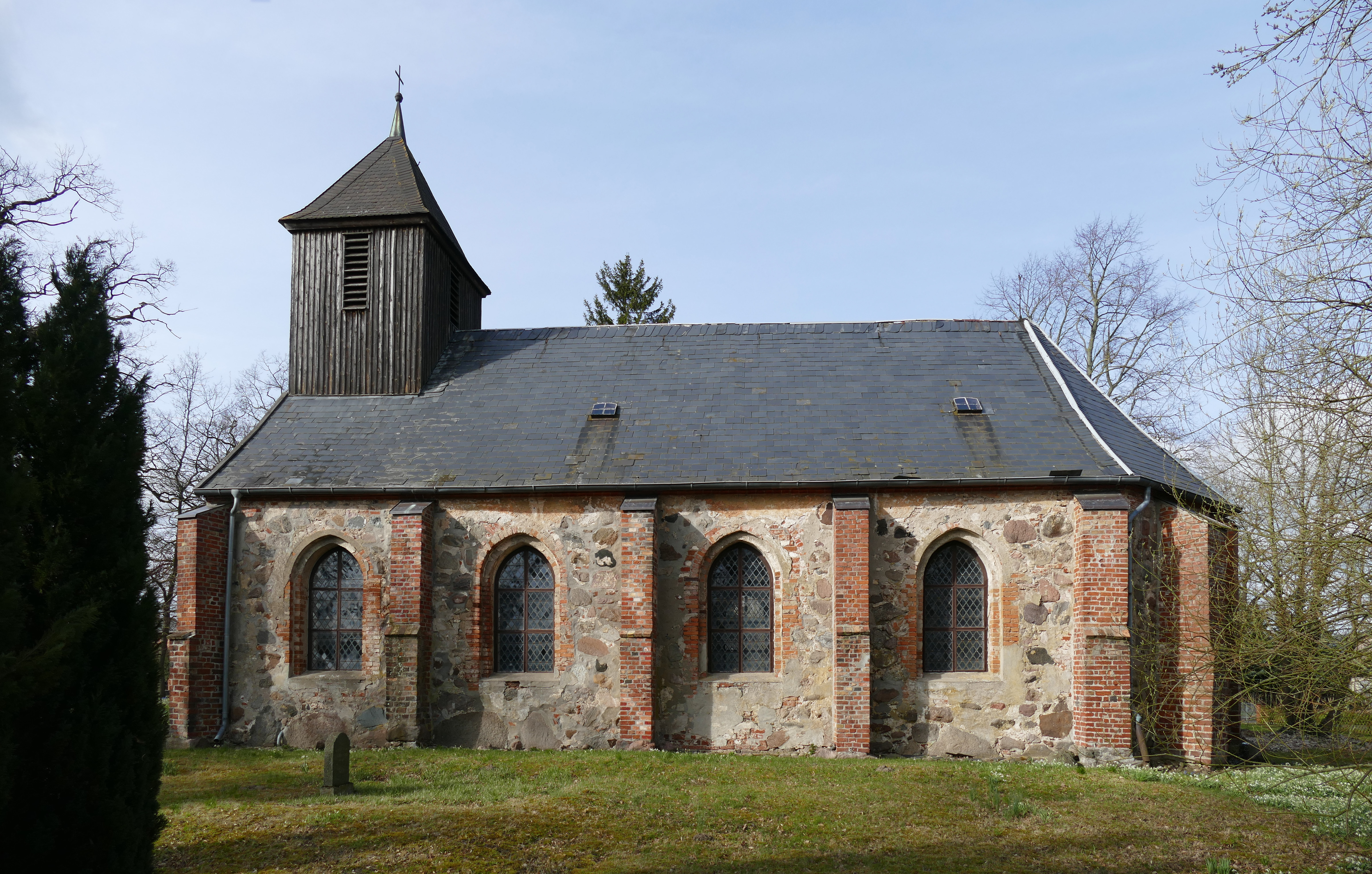
Kirche Hohenbollentin, Südseite

Die Kirche Hohenbollentin ist ein gotisches Kirchengebäude in Hohenbollentin im Landkreis Mecklenburgische Seenplatte in Mecklenburg-Vorpommern. Historisch gesehen war sie für lange Zeit zugleich auch die Kirche für die noch kleineren Nachbardörfer Gehmkow und Kaslin. Das pommersche Dorf gehört zur Kirchengemeinde Hohenbollentin-Lindenberg der Propstei Demmin in der Nordkirche. Seit dem 27. Mai 2012 gehört sie zum Kirchenkreis Pommern. Davor gehörte sie zur Pommerschen Evangelisch Kirche. 
Der Ort Hohenbollentin gehörte 1226 zum Besitz des Klosters Dargun. Die früheste überlieferte Erwähnung der Kirche in Hohenbollentin stammt aus dem Jahr 1325. Am 22. Mai 1756 stürzte die Kirche ein. Erst am 3. Dezember 1786 konnte die wieder aufgebaute Kirche geweiht werden. Ende der 1980er Jahre wurde das Gebäude grundsaniert.
Das Gebäude wurde auf rechteckigem Grundriss aus Feldstein errichtet. Der polygonale Ostschluss stammt von 1786. In den durch Strebepfeilern aus Feldstein und Mauerziegeln gegliederten Traufseiten befinden sich je vier annähernd rundbogenartige Fenster, ein weiteres im Ostschluss. Die Bleiglasfenster in den Seiten sind aus rautenförmigen Scheiben zusammengesetzt. Das Ostfenster besteht aus rechteckigen Bleiglasscheiben.
Der verbretterte West-Dachturm in Fachwerkbauweise wurde 1936 gebaut. Er trägt auf quadratischem Grundriss eine zeltartige Turmspitze. Auf jeder Seite befindet sich eine Schallöffnung.
Die einmanualige Orgel mit fünf Registern aus dem Jahr 1911 stammt aus der Werkstatt von Felix Grüneberg aus Stettin.
Die 1756 beim Kircheneinsturz beschädigte Glocke wurde 1785 umgegossen.